# Пинчук, Лев Тимофеевич
Лев Тимофе́евич Пинчу́к — советский и российский религиовед, пропагандист научного атеизма. Кандидат философских наук (1963), доцент. Один из авторов «Краткого научно-атеистического словаря», «Спутника атеиста», «Настольной книги атеиста», «Карманного словаря атеиста», «Атеистического словаря» и «Православие: Словарь атеиста».

## Биография
Окончил аспирантуру Института философии АН СССР, где в 1963 году под научным руководством Н. И. Губанова защитил диссертацию на соискание учёной степени кандидата философских наук по теме «К вопросу о преодолении религиозных пережитков в период развернутого строительства коммунизма в СССР».
Доцент кафедры философии РГУ нефти и газа имени И. М. Губкина.

## Сочинения

### Книги
- Пинчук Л. Т. „Чудеса“ религии: (Наука и суеверия). — М.: Знание, 1958. — 32 с. — (Серия 2/ Всесоюз. о-во по распространению полит. и науч. знаний; № 22).
- Пинчук Л. Т. „Чудеса“ религии: (Наука и суеверия) / 2-е изд., доп. и перераб. — М.: Знание, 1959. — 29 с. — (Серия 2/ Всесоюз. о-во по распространению полит. и науч. знаний; № 22).
- Пинчук Л. Т. «Чудеса без чудес» // Спутник атеиста / Отв. ред. С. И. Ковалёв. — M.: Госполитиздат, 1959. — С. 513—531. — 592 с. — 175 000 экз.
- Мезенцев В. А., Пинчук Л. Т. О привидениях, чёрной кошке и чудесах без чудес. — М.: Молодая гвардия, 1963. — 101 с. — 50 000 экз.
- Календарь атеиста / сост.: Л. Т. Пинчук и Л. А. Филиппов. — М.: Госполитиздат, 1964. — 295 с. — 100 000 экз.
- Календарь атеиста / сост.: Л. Т. Пинчук и Л. А. Филиппов. — 2-е изд., испр. и доп. — М.: Политиздат, 1967. — 288 с. — 125 000 экз.
- Пинчук Л. Т. Ильин день. — М.: Политиздат, 1966. — 78 с. — (Беседы с верующими).
- Пинчук Л. Т. Ильин день. — 2-е изд. — М.: Политиздат, 1974. — 79 с. — (Беседы с верующими).
- Пинчук Л. Т. Ильин день. — 2-е изд. — Политиздат, 1975. — 79 с. — (Беседы с верующими).
- Пинчук Л. Т. Ильин день. — 3-е изд. — М.: Политиздат, 1977. — 79 с. — (Беседы с верующими). — 100 000 экз.

### Краткий научно-атеистический словарь
- Пинчук Л. Т. Спиритизм // Краткий научно-атеистический словарь / Академия наук СССР. Институт философии. Редакционная коллегия: М. П. Баскин, Е. А. Беляев, Р. В. Петропавловский, Г. В. Платонов, Г. Т. Уткин, И. П. Цамерян (гл. ред.), М. М. Шейнман. — М.: Наука, 1964. — 644 с. — 60 000 экз.
- Пинчук Л. Т. Спиритизм // Краткий научно-атеистический словарь / Академия наук СССР. Институт философии / гл. ред. И. П. Цамерян, Р. В. Петропавловский, Г. В. Платонов, М. М. Шейнман. — 2-е изд., пересмотр. и доп.. — М.: Наука, 1969. — 800 с. — 45 000 экз.
- Пинчук Л. Т. Стигмы, стигматы // Краткий научно-атеистический словарь / Академия наук СССР. Институт философии. Редакционная коллегия: М. П. Баскин, Е. А. Беляев, Р. В. Петропавловский, Г. В. Платонов, Г. Т. Уткин, И. П. Цамерян (гл. ред.), М. М. Шейнман. — М.: Наука, 1964. — 644 с. — 60 000 экз.
- Пинчук Л. Т. Стигмы, стигматы // Краткий научно-атеистический словарь / Академия наук СССР. Институт философии / гл. ред. И. П. Цамерян, Р. В. Петропавловский, Г. В. Платонов, М. М. Шейнман. — 2-е изд., пересмотр. и доп.. — М.: Наука, 1969. — 800 с. — 45 000 экз.
- Пинчук Л. Т. Чудо // Краткий научно-атеистический словарь / Академия наук СССР. Институт философии. Редакционная коллегия: М. П. Баскин, Е. А. Беляев, Р. В. Петропавловский, Г. В. Платонов, Г. Т. Уткин, И. П. Цамерян (гл. ред.), М. М. Шейнман. — М.: Наука, 1964. — 644 с. — 60 000 экз.
- Пинчук Л. Т. Чудо // Краткий научно-атеистический словарь / Академия наук СССР. Институт философии / гл. ред. И. П. Цамерян, Р. В. Петропавловский, Г. В. Платонов, М. М. Шейнман. — 2-е изд., пересмотр. и доп.. — М.: Наука, 1969. — 800 с. — 45 000 экз.

### Статьи
- Пинчук Л. Т. О вере в чудеса // Наука и жизнь. — 1958. — № 7. — С. 45—51.
- Пинчук Л. Т. Пропаганда атеизма — наша обязанность // Партийная жизнь. — 1960. — № 1. — С. 71—74.
- Пинчук Л. Т. Под видом социализма // Наука и жизнь. — 1960. — № 3. — С. 47—51.
- Пинчук Л. Т. Из опыта исследования религиозных пережитков в сознании советских крестьян // Научные доклады высшей школы. Философские науки. — 1960. — № 3. — С. 103—105.
- Пинчук Л. Т. О роли фактора эмоционального воздействия в преодолении религиозных пережитков // Научные доклады высшей школы. Философские науки. — 1963. — № 2.
- Пинчук Л. Т. Гл. 14 // Строительство коммунизма и преодоление религиозных пережитков / Ин-т философии Акад. наук СССР. Ин-т науч. атеизма Акад. обществ. наук при ЦК КПСС; Ред. коллегия: И. П. Цамерян (отв. ред.) и др.. — М.: Наука, 1966. — 254 с.
- Пинчук Л. Т. Кто же «спасётся»? // Наука и религия. — 1967. — № 5.
- Пинчук Л. Т. Почему люди ещё верят в Бога? Отвечаем верующим // Наука и религия. — 1967. — № 6. — С. 40—42.

## Переводы
- Каванна Ф. Фрагменты из книги «Несвятое Писание или приключения Бога и маленького Иисусика» Архивная копия от 4 июня 2016 на Wayback Machine (Перевод с французского на польский в газете «Nie». 1993. № 51-52. Перевод с польского на русский Л. Т. Пинчука)